# Leucauge meruensis
Leucauge meruensis är en spindelart som beskrevs av Albert Tullgren 1910. Leucauge meruensis ingår i släktet Leucauge och familjen käkspindlar. Utöver nominatformen finns också underarten L. m. karagonis.